# Premi Quim Regàs de Periodisme
El Premi Quim Regàs de Periodisme va ser creat l'any 2008 per commemorar la figura i recordar la trajectòria del periodista Quim Regàs, traspassat l'any anterior.

## Guardonats
| Any  | Guanyador       | Jurat | Lliurament | Anunci       |
| ---- | --------------- | --- | ---------- | ------------ |
| 2008 | Ramon Besa      | Santi Nolla, Francesc Aguilar, Carlos Martín, Lluís Canut, Arturo San Agustín, Antoni Cases, Tatxo Benet, Carlos Pérez de Rozas, Sebastià Serrano, Joan Vilaprinyó, Josep Maria Artells, José Luis Martínez, Rafael Jorba i José María Alguersuari             | 27 de maig | (14 de maig) |
| 2009 | Mònica Terribas | José María Alguersuari, Francesc Aguilar, Josep Maria Artells, Tatxo Benet, Lluís Canut, Toni Cases, Rafael Jorba, Carlos Martín, José Luis Martínez, Santi Nolla, Carlos Pérez de Rozas, Arturo San Agustín, Sebastià Serrano i Joan Vilapriñó                | 2 de juny  | (25 de maig) |
| 2010 | Eugeni Sallent  | José María Alguersuari, Francesc Aguilar, Josep Maria Artells, Tatxo Benet, Lluís Canut, Toni Cases, Rafael Jorba, Carlos Martín, José Luis Martínez, Santi Nolla, Carlos Pérez de Rozas, Arturo San Agustín, Sebastià Serrano i Joan Vilaprinyó               | 17 de juny | (27 de maig) |
| 2011 | Òscar Nebreda   | José Maria Alguersuari, Francesc Aguilar, Josep M. Artells, Tatxo Benet, Lluís Canut, Toni Cases, Rafael Jorba, Carlos Martín, José Luis Martínez, Santi Nolla, Carlos Pérez de Rozas, Arturo San Agustín, Sebastià Serrano i Joan Vilaprinyó                  | 8 de juny  | (19 de maig) |
| 2012 | Jordi Cotrina   | Santi Nolla, Rafael Jorba, Francesc Aguilar, Carlos Martín, Lluís Canut, Arturo San Agustín, Antoni Cases, Tatxo Benet, Carlos Pérez de Rozas, Sebastià Serrano, Joan Vilaprinyó, Josep Maria Nudillos, José Luis Martínez i José María Alguersuari            | Juny       | (10 de maig) |
| 2013 | Gemma Nierga    | Santi Nolla, Rafael Jorba, Carlos Martín, Lluís Canut, Arturo San Agustín, Antoni Cases, Tatxo Benet, Carlos Pérez de Rozas, Sebastià Serrano, Joan Vilaprinyó, José Luis Martínez, Josep Maria Artells i José María Alguersuari                               | Juny       | (31 de maig) |
| 2014 | Lluís Foix      | Santi Nolla, Rafael Jorba, Francesc Aguilar, Carlos Martín, Lluís Canut, Arturo San Agustín, Antoni Cases, Tatxo Benet, Carlos Pérez de Rozas, Sebastià Serrano, Joan Vilaprinyó, José Luis Martínez, Josep Maria Artells i José María Alguersuari             | 3 de juny  | (23 de maig) |
| 2015 | Olga Viza       | Santi Nolla, Francesc Aguilar, Carlos Martín, Lluís Canut, Arturo San Agustín, Antoni Cases, Tatxo Benet, Carlos Pérez de Rozas, Sebastià Serrano, Joan Vilaprinyó, Josep Maria Artells, José Luis Martínez, José María Alguersuari i Rafael Jorba (secretari) | 15 de juny | (14 d'abril) |
| 2016 | Josep Cuní      | Santi Nolla, Francesc Aguilar, Carlos Martín, Lluís Canut, Arturo San Agustín, Antoni Cases, Tatxo Benet, Carlos Pérez de Rozas, Sebastià Serrano, Joan Vilaprinyó, Josep Maria Artells, José Luis Martínez, José María Alguersuari i Rafael Jorba (secretari) | 14 de juny | (25 de maig) |
| 2017 | Xavier Bosch    | Santi Nolla (president), Rafael Jorba (secretari), Francesc Aguilar, Carlos Martín, Lluís Canut, Arturo San Agustín, Tatxo Benet, Carlos Pérez de Rozas, Sebastià Serrano, Joan Vilaprinyó, Josep Maria Artells, José Luis Martínez i José María Alguersuari   | 21 de juny | (31 de maig) |